# Galzignano Terme
Galzignano Terme es una comuna italiana situada en la provincia de Padua, en Véneto. Tiene una población estimada, a fines de enero de 2022, de 4287 habitantes.

## Geografía
Forma parte del parque regional de las Colinas Euganeas y está alrededor de una zona boscosa a los pies del Monte Rua (416 m) y del Monte Gallo (385 m), en una zona común para realizar excursiones a pie o en bicicleta de montaña. La zona de las colinas es agrícola y la parte oriental de la comuna contiene aguas termales, en la localidad de Civrana.

## Cultura

### Fiestas
- Sagra del Rosario, primer domingo de octubre.
- Palio dei Mussi, desfile con ropa de época rememorando la victoria de la República de Venecia contra los turcos en la batalla de Lepanto, en el 1571.

## Evolución demográfica
| Gráfica de evolución demográfica de Galzignano Terme entre 1861 y 2022 |
|                                                                        |
| Fuente: ISTAT - Elaboración gráfica de Wikipedia                       |